# Anna Sophie Reventlow
Anna Sophie Reventlow, född 16 april 1693, död 7 januari 1743, var drottning av Danmark och Norge 1721–1730.

## Maka genom bigami
Anna Sophie Reventlow var dotter till storkansler Conrad Reventlow och Sophie Amalie Hahn samt dotterdotter till Vincents Joachim Hahn. På en maskeradbal 1711 träffade hon den danske kungen Fredrik IV av Danmark, som blev förälskad i henne. Han ville ha henne som mätress, men hennes mor förbjöd det. Hon blev då gift 1712 med Fredrik genom bigami när han fortfarande var gift med Louise av Mecklenburg-Güstrow. Äktenskapet var ett äktenskap "til venstre hånd", det vill säga morganatiskt, eftersom hon inte fick titeln drottning. Hon hade kidnappats till sin vigsel av sin svåger, Ulrik Adolph Holstein. 
Fredrik hade redan en gång tidigare begått bigami, med Elisabeth Helene von Vieregg. Medan prästerskapet förra gången hade godkänt bigamin, förekom det denna gång protester, dock utan framgång. Efter vigseln fick Anna Sophie titeln hertiginna av Schleswig (oftast kallad furstinna), godset Vallö och en bostad strax bakom kungliga slottet i Köpenhamn. När Fredrik IV mötte sin allierade, tsar Peter den store år 1713 på slottet Husum i Schleswig, var det Anna Sophie som närvarade snarare än drottning Louise. Hennes bror Christian Ditlev Reventlow blev 1713 överpresident i Altona.

## Drottning
När Louise dog 15 mars 1721 gifte sig Fredrik och Anna Sophie en gång till, den 4 april 1721, dagen efter Louises begravning i Roskilde. Vigseln skedde så hastigt att de snabbt sammankallade bröllopsgästerna fortfarande bar begravningskläder. Detta orsakade skandal. Kungens syster och bror, Sofia Hedvig och Carl, lämnade hovet i protest. Den första tiden efter vigseln betraktades äktenskapet som morganatiskt. Den 30 maj 1721, efter en konselj på Frederiksborgs slott då diplomatiska kåren och kungahuset var närvarande, utropade Fredrik henne till drottning och lät kröna henne. 
Vid hovet, där man hade känt medlidande med drottning Louise och därför ogillat förbindelsen, hade man accepterat äktenskapet under förutsättning att det skulle bli morganatiskt enligt exempel Kirsten Munk, och att hon intog en drottnings ställning uppväckte därför mer opposition vid hovet än att hon gifte sig med kungen. Hon anklagades också för att ha tvingat kungen till detta genom ultimatum, men det är okänt. Hennes mor, som hela tiden ogillade förbindelsen, skall den första gången då hon mötte sin dotter sedan denna blivit drottning, och hon enligt ceremonielet tvingades kyssa henne på handen, ha uttalat att hon kysste sin drottnings hand, men avskydde sin dotters. Hennes styvson kronprins Kristian avskydde äktenskapet, och fick därför av sin far tillstånd att själv välja brud: kronprinsparet var dock fortsatt fientligt inställda.  
Hennes släktingar och familj, familjerna Reventlow och Holstein, fick höga poster under hennes tid som drottning, och hon anklagades för nepotism till förmån för det så kallade Reventlow-partiet. Hennes syster Christine Sophias make Ulrik Adolph Holstein blev 1721 storkansler. Hennes syster Christine Sophie Holstein hade som värd för en politisk salong stort inflytande över statens affärer. 
Paret fick flera barn, men dessa dog alla strax efter födelsen. Deras död skall dock ha knutit makarna mer samman, och deras förhållande beskrivs som ömsesidigt lyckligt. Under deras sista år tillsammans skall de ha intresserar sig för pietismen. Fredrik IV upprättade 1722 ett testamente, där Anna Sophie tillförsäkrades en trygg ställning efter hans död: tre år senare, 1725, lyckades han också förmå kronprins Kristian att underteckna det, och 1728 stod Kristian också fadder för ett av deras barn.

## Änkedrottning
När kungen dog på Odense slott 12 oktober 1730 blev hon förvisad från hovet av sin styvson Kristian VI av Danmark, trots att han 1725 hade lovat erkänna hennes rättigheter. Anna Sophie hade efter monarkens död sänt ett brev till sin före detta styvson där hon skrev att hon underkastade sig hans vilja och bad om hans förskoning. Han svarade att hon hade väckt förargelse genom sitt äktenskap och berikat sig som drottning på sina undersåtars bekostnad, och tog ifrån henne hennes gods, pengar och egendom. Hon fick dock behålla titeln drottning. 
Hon förvisades först till slottets bakre regioner, därefter till en herrgård på Fyn och efter julen 1730 till sitt barndomshem Clausholm, där hon sattes i husarrest. Hon förbjöds att lämna godset utan kungens tillstånd, och eftersom hon aldrig ett sådant innebar detta livstids husarrest. Hon fick inte närvara vid makens begravning. Hon ägnade sina sista år åt sitt intresse för pietismen och att engagera sig i godsets angelägenheter, där hon blev känd för sin välgörenhet.    
Hon levde till sin död under husarrest på sin herrgård Clausholm. Hon begravdes i Roskilde domkyrka, dock inte bredvid maken.